# Богданов, Евгений Иванович
Евгений Иванович Богданов (1913—1993) — советский учёный в области горного дела, доктор технических наук, профессор, член-корреспондент АН СССР (1981). Как изобретатель, конструктор и учёный занимался вопросами механизации рассыпыных месторождений полезных ископаемых на Северо-Востоке СССР.

## Биография
Родился 19 августа (1 сентября) 1913 года в городе Новочеркасск, Область Войска Донского, в семье инженера.
В 1928 году окончил школу и начал работать конструктором.

### Образование
В 1930 году поступил в Ленинградский машиностроительный институт (ставший ЛПИ им. М. И. Калинина) на факультет производственного машиностроения.
16 декабря 1934 года, во время подготовки к защите дипломного проекта Е. И. Богданова по доносу сокурсника арестовали в связи с подозрением в антисоветской деятельности. Восстановиться в институте и закончить его, получив диплом с отличием, он смог только в 1948 году.

### Репрессии
После предварительного заключения, в сентябре 1935 года он был переведен в Ленинградскую тюрьму Кресты, затем по этапу отправлен на Дальний Восток в город Облучье — Бамлаг НКВД.
В начале 1937 года его перевели в Севвостлаг, в мае пароходом «Джурма» этапировали на Колыму для работы на золотодобывающий прииск «Штурмовой», у посёлка Хатынгнах, где находился штаб геологов и горняков Северного горнопромышленного управления.
В 1938 году работал на тачке: подвозил на промывку золотоносный песок, был крайне истощён. Жизнь ему спасло то, что он предложил и разработал новый способ зимней промывки золотоносного песка, который усовершенствовал в 1941—1943 годах.
В 1939 году был досрочно освобождён, назначен старшим инженером-проектировщиком Северного горнопромышленного управления Дальстроя в посёлке Ягодное (Магаданская область).
В 1940 году усовершенствовал и стандартизировал тачку горняка, опубликовав об этом свою первую научную статью
С 1941 года — старший инженер производственно-технического отдела Северного горнопромышленного управления Дальстроя МВД СССР.
С 1946 года — руководитель обогатительной группы производственно-технического отдела Главного управления Дальстроя МВД СССР.
С 1948 года — главный инженер прииска «Спокойный», а с 1952 года — главный инженер прииска «Верхний Ат-Урях» Северного горнопромышленного управления.
C 1956 года — заместитель начальника технического управления Главного управления Дальстроя Министерства цветной металлургии СССР, с семьей переезжает в город Магадан.
С 1959 года по 1970 Начальник Центрального конструкторского бюро- Главный конструктор Дальстроя (в дальнейшем ПО Северовостокзолото)

### Научная работа
В 1961 году защитил диссертацию по своим изобретениям и стал кандидатом технических наук.
В 1969 году перешёл на работу во Всесоюзный научно-исследовательский институт золота и редких металлов (ВНИИ-1), руководителем Лаборатории северных машин.
В 1970 году защитил докторскую диссертацию — «Научные основы создания машин и оборудования для разработки россыпных месторождений Северо-Востока».
В 1971 году стал заведующим кафедрой «Подъемно-транспортные машины и оборудование» Ленинградского Северо-Западного заочного политехнического института (СЗПИ). В 1973 году утверждён в звании профессор.
Разработал теорию и научные основы расчёта и проектирования горнотранспортных и обогатительных машин для раздельных (недражных) способов разработки золото- и оловосодержащих россыпей.
В 1977 году разработал метод расчёта гидроэлеваторов для транспортирования крупнокаменистой гидросмеси.

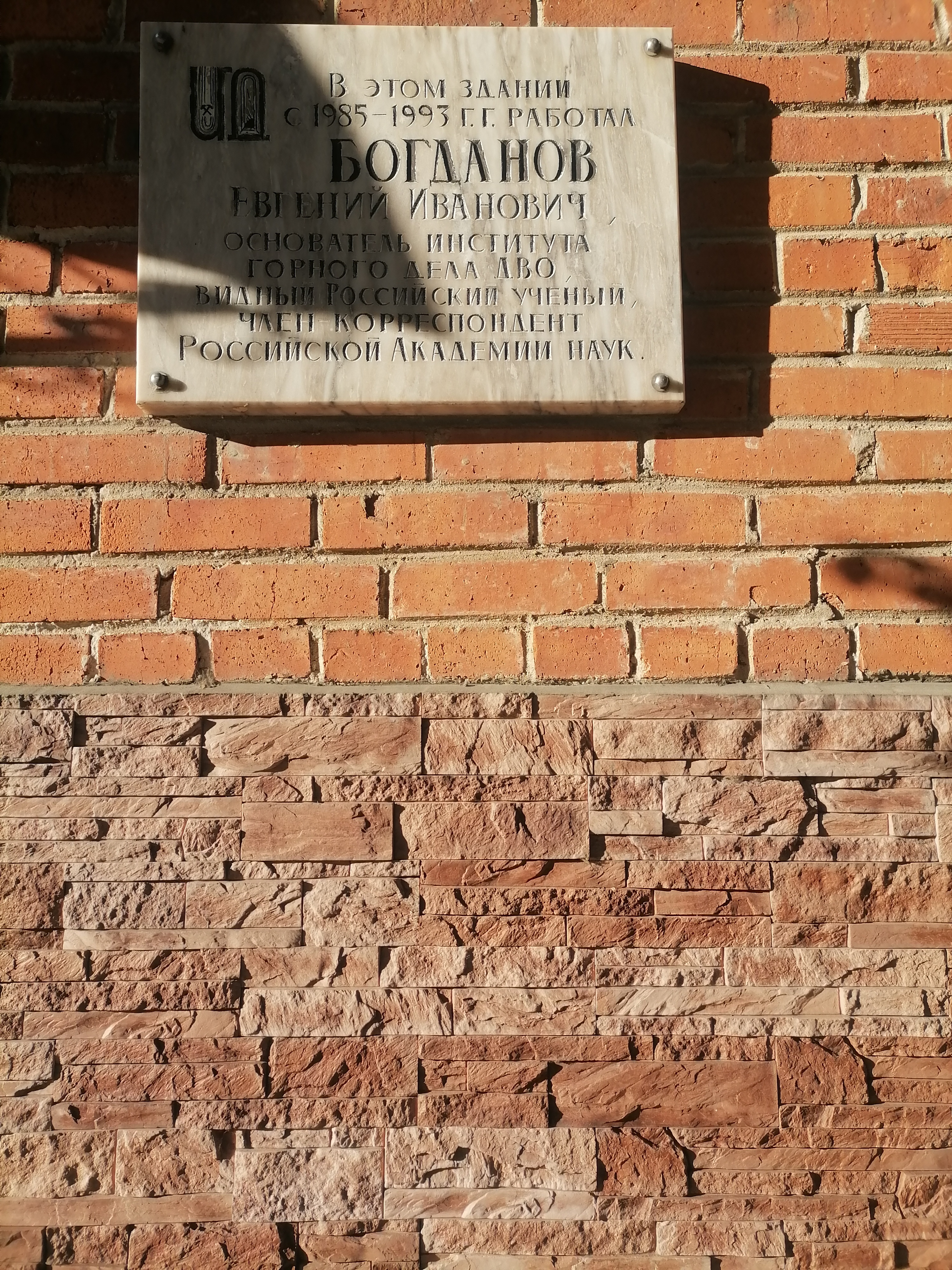
Мемориальная доска Е. Богданов на здании Института горного дела в Хабаровске, ул. Тургенева, 51

Был одним из организаторов в городе Хабаровск Института горного дела на базе лабораторий горного дела Хабаровского комплексного научно-исследовательского института АН СССР.
С 1983 года — член Президиума ДВНЦ АН СССР и директор-организатор института. С 14 марта 1984 года, постановлением Общего собрания Академии наук СССР, был
утверждён в должности директора Института горного дела ДВНЦ АН СССР.
C 1988 года — советник при дирекции Институт горного дела Хабаровского научного центра Дальневосточного отделения АН СССР.
Был членом научно-технического совета Министерства цветной металлургии СССР.
Сконструированные им приборы для добычи россыпного золота (часто называемые «богданами») работали на всех приисках Северо-Востока и Востока СССР.
Скончался 12 августа 1993 года в городе Хабаровск.

## Награды
- 1945 — Медаль «За трудовое отличие» — за разработку и внедрение эффективной установки для промывки мёрзлых песков
- 1946 — Медаль «За доблестный труд в Великой Отечественной войне 1941—1945 гг.»
- 1961 — Орден Трудового Красного Знамени — за большой вклад в совершенствование горного производства
- 1965 — присвоено почётное звание «Заслуженный изобретатель РСФСР»
- 1970 — Медаль «В ознаменование 100-летия со дня рождения Владимира Ильича Ленина»
- 1970 — Медаль «Ветеран труда»
- 1975 — Юбилейная медаль «Тридцать лет Победы в Великой Отечественной войне 1941—1945 гг.»
- 1985 — Юбилейная медаль «Сорок лет Победы в Великой Отечественной войне 1941—1945 гг.»

## Членство в организациях
- 1959 — член КПСС
- 1981 — член-корреспондент АН СССР